# Felix Possart
Felix Possart (* 7. März 1837 in Berlin; † 24. Februar 1928 ebenda) war ein deutscher Jurist und Maler.

## Leben

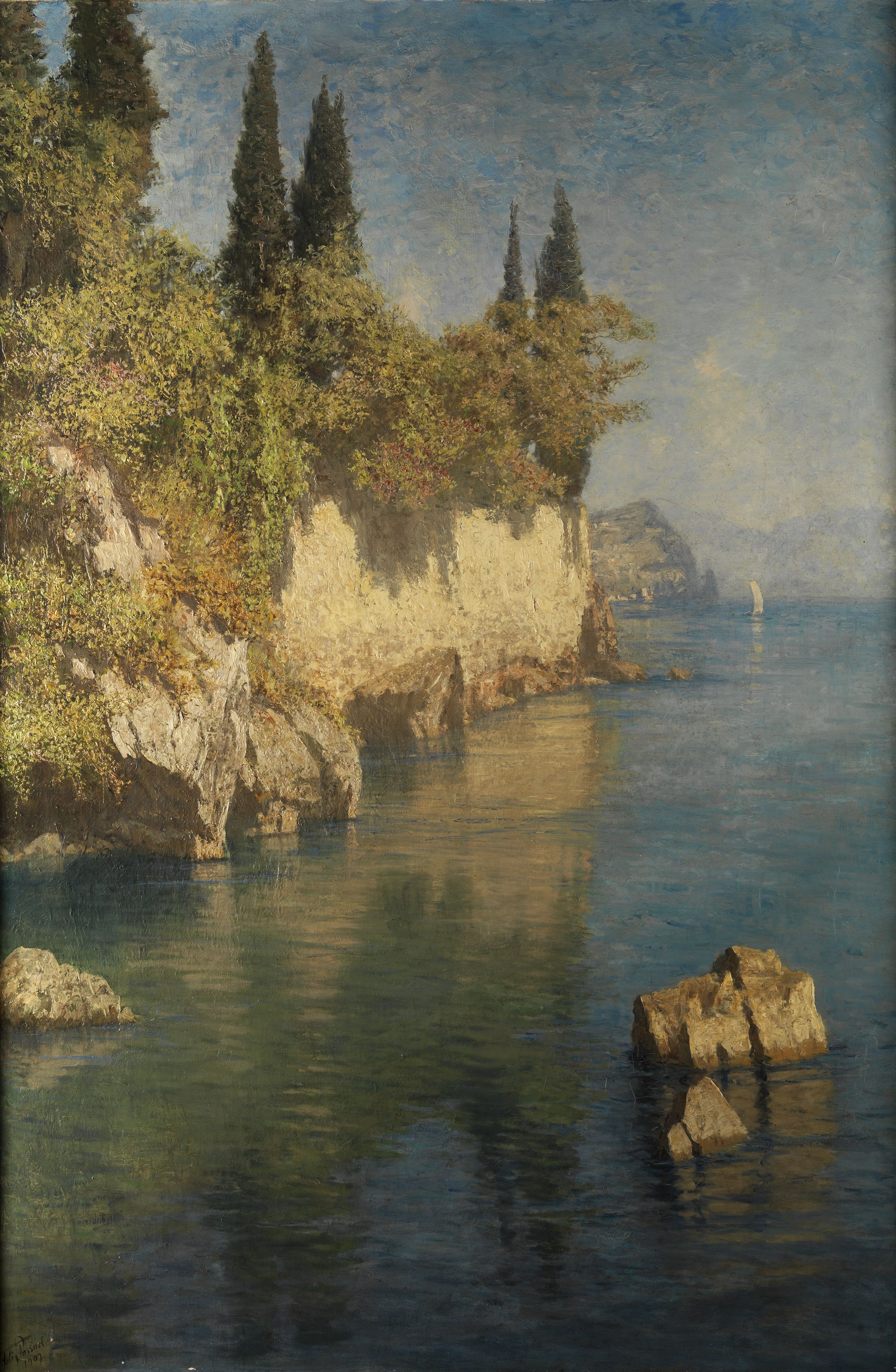
Blick auf das Felsenufer des Comer Sees, 1907

Possart war als Stadtgerichtsrat in Berlin tätig, als er Ende der 1870er Jahre beschloss, die schon in der Jugend betriebene Beschäftigung mit der Kunst wieder aufzunehmen und sich zum Landschaftsmaler ausbilden zu lassen.
Nachdem er an der Berliner Kunstakademie bei Hans Fredrik Gude und Franz Skarbina studiert hatte, lernte er zuerst 1882 Spanien kennen, dessen Bauten und landschaftlichen Schönheiten in ihren glänzenden Licht- und Lufterscheinungen er in zahlreichen Bildern wiedergegeben hat. Er studierte 1891 in Marokko altmaurisches Leben und Trachten, malte, angeregt durch das echt orientalische Leben, ein Abendmahl Christi (1894) und einen Einzug Christi in Jerusalem (1896) und hielt sich 1899 in Palästina auf. Den Sommer verbrachte er häufig am Comer See, dessen Boote und Fischerleben er vorführt (Prozession in Parenna; Fischer mit Schleppnetz). Auch die Schweiz hat er häufig behandelt (Risselalp; Benediktinermönche vor der Abtei in Engelberg).
Possart war Mitglied der Berliner Freimaurerloge Zur Beständigkeit.
Felix Possart starb 1928, zwei Wochen vor seinem 91. Geburtstag, in Berlin und wurde auf dem Friedhof I der Jerusalems- und Neuen Kirche in Berlin-Kreuzberg beigesetzt. Das Grab ist erhalten.